# Comuna de Łaziska
Łaziska (polaco: Gmina Łaziska) é uma gminy (comuna) na Polónia, na voivodia de Lublin e no condado de Opolski (lubelski). A sede do condado é a cidade de Łaziska.
De acordo com os censos de 2006, a comuna tem 5478 habitantes, com uma densidade 50.11 hab/km².

## Área
Estende-se por uma área de 109.32 km², incluindo:
- área agricola: 66%
- área florestal: 23%

## Demografia
Dados de 30 de Junho 2004:
|                      | Total   | Total | Mulheres | Mulheres | Homens  | Homens |
| -------------------- | ------- | ----- | -------- | -------- | ------- | ------ |
|                      | pessoas | %     | pessoas  | %        | pessoas | %      |
| População            | 4866    | 100   | 2487     | 51,1     | 2379    | 48,9   |
| Densidade (pop./km²) | 47,9    | 100   | 24,5     | 24,5     | 23,4    | 23,4   |

De acordo com dados de 2002, o rendimento médio per capita ascendia a 1262,93 zł.

## Comunas vizinhas
- Chotcza, Józefów nad Wisłą, Karczmiska, Opole Lubelskie, Solec nad Wisłą, Wilków